# Métodos comparativos filogenéticos
Métodos comparativos filogenéticos (abreviados na literatura como PCMs, do inglês phylogenetic comparative methods) usa informações sobre as relações históricas das linhagens (filogenias) para testar hipóteses evolutivas. O método comparativo tem uma longa história em biologia evolutiva; de fato, Charles Darwin usou as diferenças e semelhanças entre as espécies como uma importante fonte de evidência em A Origem das Espécies. No entanto, o fato de que linhagens estreitamente relacionadas compartilham muitas características e combinações de características como resultado do processo de descendência com modificação significa que as linhagens não são independentes. Essa percepção inspirou o desenvolvimento de métodos comparativos explicitamente filogenéticos. Inicialmente, esses métodos foram desenvolvidos principalmente para controlar a história filogenética ao testar adaptação; no entanto, nos últimos anos, o uso do termo foi ampliado para incluir qualquer uso de filogenias em testes estatísticos. Embora a maioria dos estudos que empregam PCMs se concentrem nos organismos existentes, muitos métodos também podem ser aplicados a táxons extintos e podem incorporar informações do registro fóssil.
PCMs geralmente podem ser divididos em dois tipos de abordagens: aquelas que inferem a história evolutiva de algum caráter (fenotípico ou genético) através de uma filogenia e aqueles que inferem o processo de ramificação evolutiva em si (taxas de diversificação), embora existam algumas abordagens que fazem ambos simultaneamente. Tipicamente, a árvore que é usada em conjunto com as PCMs foi estimada independentemente (ver filogenética computacional) de modo que ambas as relações entre as linhagens e o comprimento dos ramos que as separam são assumidas como sendo conhecidas.